# Yukari Tamura
Yukari Tamura (jap. 田村 ゆかり, Tamura Yukari; * 27. Februar 1976 in der Präfektur Fukuoka) ist eine japanische Synchronsprecherin (Seiyū) und Sängerin.

## Leben
Yukari Tamura hatte ihr Debüt als Synchronsprecherin 1997 und ihre erste Single Yūki o Kudasai wurde am 26. März 1997 veröffentlicht. Die Synchronisation der Rolle der Nanoha Takamachi in der Animeserie Magical Girl Lyrical Nanoha steigerte ihre Popularität.

## Sprechrollen

### Anime
- 2001: Galaxy Angel (Ranpha Franboise)
- 2002: Naruto (Tenten)
- 2002: Onegai Teacher (Ichigo Morino)
- 2002: King of Bandit Jing (Rose)
- 2002: Kanon (Mai Kawasumi)
- 2003: Onegai Twins (Ichigo Morino)
- 2004: Air (Michiru)
- 2004: Mahō Shōjo Lyrical Nanoha (Nanoha Takamachi)
- 2005: D.C. – Da Capo (Sakura Yoshino)
- 2005: Mahō Shōjo Lyrical Nanoha A's (Nanoha Takamachi)
- 2006: Kanon (Mai Kawasumi)
- 2006: Higurashi no Naku Koro ni (Rika Furude)
- 2007: Heroic Age (Tail)
- 2007: Mahou Shoujo Lyrical Nanoha StrikerS (Nanoha Takamachi)
- 2007: Naruto Shippuuden (Tenten)
- 2008: Mahō Shōjo Lyrical Nanoha (Nanoha Takamachi)
- 2009: Cube x Cursed x Curios (Fear Kubrick)
- 2009: Kämpfer/Kämpfer für die Liebe (Seppuku Kuro Usagi)
- 2009: To Aru Kagaku no Railgun (Miho Jufuku)
- 2009: Umineko no Naku Koro ni (Bernkastel)
- 2010: B-gata H-kei (Yamada)
- 2012: Hentai Ōji to Warawanai Neko (Tsukushi Tsutsukakushi)
- 2013: IS (Infinte Stratos) (Tabane Shinonono)
- 2014: Akame ga Kill! (Mine)
- 2014: Nourin (Ringo Kinoshita)
- 2014: Kanojo ga Flag o Oraretara (Mimori Seiteikouji)
- 2014: No Game No Life (Jibril)
- 2015: Absolute Duo (Rito Tsukimi)
- 2015: Mahō Shōjo Lyrical Nanoha ViVid (Nanoha Takamachi)
- 2019: Ore o Suki na no wa Omae dake ka yo (Keiki Kisaragi)

### Computerspiel
- Air (Michiru)
- Clannad (Mei Sunohara)
- Galaxy Angel (Ranpha Franboise)
- Kanon (Mai Kawasumi)
- Virtue’s Last Reward (Clover)
- Mugen Souls (Chou-Chou)
- Girl's Frontline (M4 SOPMOD-II)[1]

## Diskografie

### Studioalben
| Jahr | Titel                                  | Höchstplatzierung, Gesamtwochen, AuszeichnungChartsChartplatzierungen (Jahr, Titel, Platzierungen, Wochen, Auszeichnungen, Anmerkungen) | Anmerkungen                              |
| Jahr | Titel                                  | JP | Anmerkungen                              |
| ---- | -------------------------------------- | --- | ---------------------------------------- |
| 1997 | What’s New, Pussycat?                  | — | Erstveröffentlichung: 26. September 1997 |
| 2001 | Tenshi wa Hitomi no Naka ni            | — | Erstveröffentlichung: 4. Juli 2001       |
| 2002 | Hana-furi Tsukiyo to Koi-youbi.        | — | Erstveröffentlichung: 25. September 2002 |
| 2003 | Aozora ni Yureru Mitsugetsu no Kobune. | JP49 (2 Wo.)JP | Erstveröffentlichung: 6. November 2003   |
| 2005 | Kohaku no Uta, Hitohira                | JP30 (3 Wo.)JP | Erstveröffentlichung: 2. März 2005       |
| 2006 | Gin no Senritsu, Kioku no Mizuoto.     | JP15 (3 Wo.)JP | Erstveröffentlichung: 19. April 2006     |
| 2008 | Izayoi no Tsuki, Canaria no Koi.       | JP12 (4 Wo.)JP | Erstveröffentlichung: 27. Februar 2008   |
| 2009 | Komorebi no Rosette                    | JP8 (5 Wo.)JP | Erstveröffentlichung: 4. Februar 2009    |
| 2010 | Citron no Ame                          | JP6 (6 Wo.)JP | Erstveröffentlichung: 8. September 2010  |
| 2011 | Haru Machi Soleil                      | JP9 (7 Wo.)JP | Erstveröffentlichung: 21. Dezember 2011  |
| 2013 | Rasen no Kajitsu                       | JP6 (8 Wo.)JP | Erstveröffentlichung: 20. November 2013  |
| 2019 | Strawberry candle                      | JP3 (8 Wo.)JP | Erstveröffentlichung: 22. September 2019 |
| 2020 | Candy tuft                             | JP9 (5 Wo.)JP | Erstveröffentlichung: 24. Juni 2020      |
| 2021 | Ai Kotoba                              | JP10 (9 Wo.)JP | Erstveröffentlichung: 28. April 2021     |
| 2023 | かくれんぼ。                           | JP9 (6 Wo.)JP | Erstveröffentlichung: 19. April 2023     |
| 2023 | Altoemion                              | JP15 (4 Wo.)JP | Erstveröffentlichung: 29. November 2023  |
| 2024 | I love it                              | JP8 (5 Wo.)JP | Erstveröffentlichung: 29. Mai 2024       |

### Kompilationen
| Jahr | Titel                  | Höchstplatzierung, Gesamtwochen, AuszeichnungChartsChartplatzierungen (Jahr, Titel, Platzierungen, Wochen, Auszeichnungen, Anmerkungen) | Anmerkungen                             |
| Jahr | Titel                  | JP | Anmerkungen                             |
| ---- | ---------------------- | --- | --------------------------------------- |
| 2003 | True Romance           | — | Erstveröffentlichung: 5. März 2003      |
| 2007 | Sincerely Dears...     | JP11 (4 Wo.)JP | Erstveröffentlichung: 28. März 2007     |
| 2012 | Everlasting Gift       | JP3 (6 Wo.)JP | Erstveröffentlichung: 17. Oktober 2012  |
| 2015 | Early Years Collection | JP12 (4 Wo.)JP | Erstveröffentlichung: 2. September 2015 |

### EPs
| Jahr | Titel            | Höchstplatzierung, Gesamtwochen, AuszeichnungChartsChartplatzierungen (Jahr, Titel, Platzierungen, Wochen, Auszeichnungen, Anmerkungen) | Anmerkungen                             |
| Jahr | Titel            | JP | Anmerkungen                             |
| ---- | ---------------- | --- | --------------------------------------- |
| 2017 | Princess Limited | JP6 (4 Wo.)JP | Erstveröffentlichung: 15. November 2017 |

### Singles
| Jahr | Titel Album                       | Höchstplatzierung, Gesamtwochen, AuszeichnungChartsChartplatzierungen (Jahr, Titel, Album, Platzierungen, Wochen, Auszeichnungen, Anmerkungen) | Anmerkungen                                             |
| Jahr | Titel Album                       | JP | Anmerkungen                                             |
| ---- | --------------------------------- | --- | ------------------------------------------------------- |
| 1997 | Yūki wo Kudasai –                 | — | Erstveröffentlichung: 26. März 1997                     |
| 1997 | We Can Fly –                      | — | Erstveröffentlichung: 28. Mai 1997 Duett mit Yuria Hama |
| 1997 | Kagayaki no Kisetsu –             | — | Erstveröffentlichung: 4. Juni 1997                      |
| 1998 | Rebirth: Megami Tensei –          | — | Erstveröffentlichung: 2. Dezember 1998                  |
| 1999 | Kitto Ieru –                      | — | Erstveröffentlichung: 6. Januar 1999                    |
| 2001 | Summer Melody –                   | — | Erstveröffentlichung: 23. Mai 2001                      |
| 2002 | Love Parade –                     | — | Erstveröffentlichung: 24. April 2002                    |
| 2002 | Baby’s Breath –                   | — | Erstveröffentlichung: 7. August 2002                    |
| 2003 | Lovely Magic –                    | — | Erstveröffentlichung: 21. Mai 2003                      |
| 2003 | My Life is Great –                | — | Erstveröffentlichung: 3. September 2003                 |
| 2004 | Sugar Time Trip –                 | — | Erstveröffentlichung: 26. Mai 2004                      |
| 2004 | Little Wish ~lyrical step~ –      | JP32 (4 Wo.)JP | Erstveröffentlichung: 21. Oktober 2004                  |
| 2005 | Picnic –                          | JP14 (4 Wo.)JP | Erstveröffentlichung: 25. Mai 2005                      |
| 2005 | Spiritual Garden –                | JP10 (5 Wo.)JP | Erstveröffentlichung: 26. Oktober 2005                  |
| 2006 | Dōwa Meikyū –                     | JP13 (3 Wo.)JP | Erstveröffentlichung: 2. August 2006                    |
| 2006 | Princess Rose –                   | JP6 (8 Wo.)JP | Erstveröffentlichung: 20. Dezember 2006                 |
| 2007 | Hoshizora no Spica –              | JP7 (9 Wo.)JP | Erstveröffentlichung: 9. Mai 2007                       |
| 2007 | Beautiful Amulet –                | JP11 (7 Wo.)JP | Erstveröffentlichung: 1. August 2007                    |
| 2008 | S·A·G·A ~Rinne no Hate ni~ –      | JP12 (5 Wo.)JP | Erstveröffentlichung: 27. August 2008                   |
| 2008 | Tomorrow –                        | JP6 (4 Wo.)JP | Erstveröffentlichung: 17. Dezember 2008                 |
| 2009 | You & Me –                        | JP7 (7 Wo.)JP | Erstveröffentlichung: 16. Dezember 2009                 |
| 2010 | My Wish My Love –                 | JP5 (6 Wo.)JP | Erstveröffentlichung: 27. Januar 2010                   |
| 2010 | Oshiete A to Z –                  | JP7 (6 Wo.)JP | Erstveröffentlichung: 28. April 2010                    |
| 2011 | Platinum Lover’s Day –            | JP7 (5 Wo.)JP | Erstveröffentlichung: 26. Januar 2011                   |
| 2011 | Endless Story –                   | JP4 (12 Wo.)JP | Erstveröffentlichung: 12. Oktober 2011                  |
| 2012 | Hohoemi no Plumage –              | JP5 (6 Wo.)JP | Erstveröffentlichung: 15. August 2012                   |
| 2013 | W:Wonder Tale –                   | JP5 (11 Wo.)JP | Erstveröffentlichung: 6. Februar 2013                   |
| 2013 | Fantastic future –                | JP5 Gold (Digital) · (13 Wo.)JP | Erstveröffentlichung: 17. April 2013                    |
| 2014 | Himitsu no door kara ai ni kite – | JP6 (9 Wo.)JP | Erstveröffentlichung: 5. Februar 2014                   |
| 2014 | Anone Love me Do –                | JP8 (5 Wo.)JP | Erstveröffentlichung: 24. Dezember 2014                 |
| 2015 | Sukidatte ienakute –              | JP12 (8 Wo.)JP | Erstveröffentlichung: 1. April 2015                     |
| 2018 | Koi wa Tenshi no Chime kara –     | JP11 (3 Wo.)JP | Erstveröffentlichung: 21. Februar 2018                  |
| 2018 | Tears Echo –                      | JP37 (2 Wo.)JP | Erstveröffentlichung: 23. Mai 2018                      |
| 2018 | Eien no Hitotsu –                 | JP11 (6 Wo.)JP | Erstveröffentlichung: 15. August 2018                   |
| 2023 | You Are The World ! –             | JP12 (4 Wo.)JP | Erstveröffentlichung: 27. Dezember 2023                 |